# Sokół 500 M311
Sokół 500 M311 – motocykl polskiej konstrukcji zaprojektowany w Państwowych Zakładach Inżynierii pod kierunkiem Tadeusza Rudawskiego.

## Opis
Wyprodukowany w 1938 roku w Państwowych Zakładach Inżynierii w Warszawie. Silnik górnozaworowy, dwuzaworowy, popychaczowy rozrząd, o pojemności 496 cm³ i mocy 18 lub 22 KM (w wersji RS), z pełnym obciążeniem rozwijał prędkość 125 km/h. Motocykl ten nie zdążył jednak wejść do produkcji seryjnej. Do dziś zachowały się trzy egzemplarze tego motocykla. Jeden znajduje się w zbiorach w Narodowego Muzeum Techniki w Warszawie, a pozostałe dwa w prywatnych kolekcjach.